# José Martinho Simões
José Martinho Simões foi um militar e advogado português.

## Biografia

### Formação e carreira profissional
Formou-se em Direito pela Universidade de Coimbra, tendo-se dedicado ao Foro.
Em Maio de 1927, foi apontado pelo Coronel Costa Macedo, Ministro do Interior, para servir como secretário geral daquele ministério, tendo sido nomeado, ao mesmo tempo, como diretor geral da Administração Política e Civil.
Também fez parte do Conselho Nacional de Turismo, tendo participado no Congresso Internacional de Turismo de 1933, realizado em Lisboa.

### Carreira militar
Foi incorporado no Corpo Expedicionário Português, durante a Primeira Guerra Mundial. Foi condecorado pela sua conduta, tendo conseguido limitar os efeitos de uma situação de indisciplina no Batalhão de Infantaria 35, onde se encontrava integrado. Recebeu a Cruz de Guerra, pelo seu comportamento exemplar durante o combate. Regressou a Portugal devido aos efeitos das armas químicas, tendo passado a dirigir uma repartição do C. E. P.

### Falecimento e família
Faleceu às 3 horas do dia 20 de Julho de 1934, na sua habitação na Rua Almeida e Sousa, em Lisboa, aos 42 anos de idade. Foi enterrado no talhão dos combatentes da Grande Guerra, no Cemitério do Alto de São João.
Estava casado com Ester Ramos Martinho Simões, tendo deixado quatro filhos menores. Era irmão de Artur Martinho Simões.

## Prémios e homenagens
Além da Cruz de Guerra, também foi condecorado, em Junho de 1929, com o Grande Oficialato da Ordem Militar de Cristo. Foi igualmente homenageado pelos funcionários das repartições da Secretaria Geral.